# 波蘭國家廣播交響樂團
波蘭國家廣播交響樂團（波蘭語：Narodowa Orkiestra Symfoniczna Polskiego Radia）是位於波蘭卡托维兹的管弦樂團，1935年成立於華沙。二戰期間一度停止活動，后于1945在卡托维兹重新成立。現在为波蘭主要管弦樂團之一。

## 外部連結
- 官方网站（波兰語）（英文）